# 정용생
정용생(1964년 4월 29일 ~, 일본명: 오오다 다쓰오, 太田龍生)은 삼성 라이온즈에서 뛰었던 재일교포 야구 선수다.
한편, 186CM의 장신 투수였으나 일본에서의 1군 등판은 전무했고 심한 투수난을 해결하기 위해 삼성이 1988년 6월 3일 3년 6개월 계약하여 한국 무대를 밟았지만 시즌 도중 대구에 도착하여 정상적으로 팀과 마운드 적응에 어려움을 겪은 데다 한국야구의 수준도 높아져 같은 해 시즌 후 삼성에서 재계약을 포기하여 일본으로 돌아갔다.
아울러, 삼성은 본인(정용생) 입단 당시 원년 개막전 선발투수 황규봉이 1987년  코치로 승격하면서 쓸만한 우완 정통파 투수가 김시진 밖에 없었다.
이렇게 되자 삼성은 1987년 해태를 떠날 때부터 삼성 이적을 희망해 온 강만식을 1989년 5월 13일 빙그레에서 영입시켰는데 당시 삼성은 김시진과 맞바꿔 영입시킨 최동원이 트레이드 거부 의사를 밝힌 채 연봉 재계약을 차일피일 미루면서 훈련까지 불참하는 행보를 보이다 구단의 끈질긴 설득을 통하여 이 해 6월 23일 연봉 재계약을 마쳤지만 1승 2패에 그쳐 투수 확보에 비상이 걸린 상태였다.
하지만, 강만식은 삼성 이적 후 1989년 5경기 1패에 그쳐 이 해를 끝으로 은퇴했으며 삼성은 김시진이 1988년을 끝으로 팀을 떠난 뒤 1993년 김상엽(11선발승) 이전까지 유명선(1989년 12선발승)을 빼면 우완 정통파 투수가 두자릿수 선발승을 기록하지 못했고 그나마 삼성은  또다른 우완 정통파 투수이자 1985년 14선발승으로 커리어 유일 두자릿수 선발승을 기록한 원년 개막전 선발투수 황규봉이 1987년  코치로 승격했는데 사생활 문제 때문에  구단으로부터 미운털이 찍혔다.
이에 편송언 당시 구단 사장과 1988년 말 3년 계약으로 취임한 정동진 감독이  황규봉 코치의 2군행을 놓고 마찰을 빚었으며 이 과정에서 1986년 11월 26일부터 3년 계약을 맺었던 황규봉 코치가 1989년 시즌 후 전속계약 종료와 함께 외국 유학을 떠나면서 구단과 작별했고  그 이후 프로야구계와 인연을 끊었으며  정동진 감독은 앞서 본 것처럼 사생활 문제로 물의를 일으킨 황규봉 1군 투수코치의 2군행을 요구한 편송언 사장과 마찰을 빚은 것 외에도 1990년 한국시리즈의 패퇴 탓인지 계약기간을 1년 남겨둔 채 같은 해 시즌 후 해임됐다.

## 같이 보기
- 1988년 삼성 라이온즈 시즌